# Keystone Kapers
Keystone Kapers es un videojuego publicado 1983 por Activision para el Atari 2600.

## Trama
Un policía inglés persigue a un ladrón que se está escapando del centro comercial. Él debe atrapar al delincuente antes de que logre huir.

## Jugabilidad
El centro comercial en donde se desarrolla el juego consta de 4 pisos. El policía comienza su persecución en el primer piso, mientras que el ladrón aparece en el segundo piso. Para atrapar al malviviente, el policía debe subir las escaleras o utilizar los elevadores, evitar las pelotas que rebotan por el edificio, las radios a todo volumen, aeroplanos amarillos y carritos de compras. Si el héroe toca algunos de los obstáculos, él perderá un poco de tiempo. Se pierde una vida si el tiempo se agota o si el policía toca un aeroplano. Además, si el delincuente ve al policía utilizar el elevador, éste bajará de piso, y el jugador tendrá que volver a los elevadores para atraparlo, ya que las escaleras sólo van hacia arriba.